# The Humbling
The Humbling è un film del 2014 diretto da Barry Levinson e interpretato da Al Pacino, Greta Gerwig e Dianne Wiest, tratto dal romanzo di Philip Roth L'umiliazione.

## Trama
Simon Axler, uno dei più grandi attori teatrali della sua generazione, ha perso la capacità di recitare e tutti i suoi grandi ruoli sono solo un ricordo sbiadito.

## Distribuzione
Il film è stato presentato in anteprima alla 71ª Mostra internazionale d'arte cinematografica di Venezia il 30 agosto 2014.